# Laburistička stranka (Ujedinjeno Kraljevstvo)
Laburistička stranka (eng. Labour Party; hrv. Radnička stranka ili Stranka rada), jedna je od vodećih političkih stranaka u Ujedinjenom Kraljevstvu.
Osnovali su je 1900. godine članovi sindikata i lijevog, socijalistički orijentiranog krila Liberalne stranke.
Nakon Prvog svjetskog rata, laburisti su se, uz konzervativce, nametnuli kao jedna od dvije vodeće političke stranke, te bili u mnogim vladama, povremeno i kao koalicija.
Laburistički politički programi su odgovarali europskoj socijaldemokraciji, a nakon Drugog svjetskog rata su mnoge od tih ideja, uključujući nacionalizaciju ključnih državnih industrijskih grana i kejnzijansku gospodarsku politiku, sprovodili u praksi.
Godine 1979. su porazili su ih konzervativci Margaret Thatcher i ostali su u oporbi gotovo dva desetljeća.
Krajem 20. stoljeća su odbacili socijaldemokratske principe svog programa i preuzeli tačerističku gospodarsku politiku i politiku Trećeg puta, promovirajući "Nove laburiste". Tada su došli na vlast i nakon toga još dva puta dobili parlamentarne izbore. S vlasti su otišli nakon poraza na parlamentarnim izborima 2010. godine. Od tada je vođa stranke bio Ed Miliband sve do objave rezultata općih izbora Ujedinjenog Kraljevstva 2015. godine, nakon čega je dao ostavku, zbog poraza.
Trenutačni predsjednik Laburističke stranke je Keir Starmer, koji se zauzima za meku lijevu političku platformu laburista.

## Vanjske poveznice
- Službena stranica  Arhivirana inačica izvorne stranice od 21. travnja 2007. (Wayback Machine)
- Labour in Northern Ireland Campaign  Arhivirana inačica izvorne stranice od 31. listopada 2022. (Wayback Machine)
- Unofficial website, with an archive of Labour electoral manifestos from 1900-present and a directory of Labour Party websites, including constituency associations
- Unofficial history website  Arhivirana inačica izvorne stranice od 6. srpnja 2019. (Wayback Machine)
- SpinWatch profile - Labour Friends of Israel  Arhivirana inačica izvorne stranice od 17. veljače 2006. (Wayback Machine)
- Guardian Unlimited Politics - Special Report: Labour Party
- LookSmart - Labour Party  Arhivirana inačica izvorne stranice od 4. ožujka 2016. (Wayback Machine) directory category
- Open Directory Project - Labour Party directory category